# Ренийдибериллий
Ренийдибериллий — бинарное неорганическое соединение
рения и бериллия
с формулой Be2Re,
кристаллы.

## Получение
- Сплавление стехиометрических количеств чистых веществ:

{\displaystyle {\mathsf {Re+2Be\ {\xrightarrow {1600^{o}C}}\ Be_{2}Re}}}

## Физические свойства
Ренийдибериллий образует кристаллы
гексагональной сингонии,
пространственная группа P 63/mmc,
параметры ячейки a = 0,4345 нм, c = 0,7101 нм, Z = 4,
структура типа дицинкмагния MgZn2 (фаза Лавеса)
.
Соединение плавится при температуре ≈1600°C
и имеет область гомогенности 32÷40 ат.% рения .